# Battle Cry
«Battle Cry» — песня американской альтернативной рок группы Imagine Dragons, вошедшая в саундтрек фильма Трансформеры: Эпоха истребления. Сингл был издан 2 июня 2014 года. «Battle Cry» была позже включена в Super Deluxe издание альбома Smoke + Mirrors.
Впервые заглавная песня к фильму из серии Майкла Бэя о «Трансформерах» была исполнена не группой Linkin Park, тем не менее композиция от Linkin Park «Until It’s Gone» вошла в саундтрек видеоигры, сопутствующей фильму. Режиссёр Майкл Бэй хотел максимально отделить Эпоху истребления от предыдущих фильмов серии, поэтому решил выбрать новых исполнителей для заглавной песни фильма, и его выбор пал на Imagine Dragons. «Battle Cry» была написана музыкантами группы специально для фильма и под влиянием сюжетной истории, пересказанной Бэем. Вокалист группы Дэн Рейнольдс в интервью для Billboard рассказал, что хотел написать написать песню в «более кинематографическом» ключе, чтобы она одновременно соответствовала критериям качества отдельного музыкального произведения и дополняла визуальный ряд фильма.

## Список композиций
| №  | Название     | Длительность |
| -- | ------------ | ------------ |
| 1. | «Battle Cry» | 4:32         |

## Позиции в чартах
| Чарт (2014)                                  | Наивысшая позиция |
| -------------------------------------------- | ----------------- |
| Австралия (ARIA)                             | 44                |
| Франция (SNEP)                               | 150               |
| Official Charts Company                      | 111               |
| США (Billboard Hot Rock & Alternative Songs) | 24                |